# 卡雷拉 (赫尔辛基)

卡雷拉区在赫尔辛基的位置

卡雷拉（芬蘭語：Kaarela），是芬兰首都赫尔辛基西北部的市区，区号33，北部与万塔西南端的南缘接壤。
卡雷拉分为六个小区：坎内尔山（2023年有14,030名居民）、毛努沼泽（2,601名居民）、马尔米庄园 （8,912 名居民）、哈库尼地（2,552 名居民）、库宁康坦米（3,308名居民）和松泽（744名居民）。该地区总共有31,047名居民（2022年12月31日）和5,063个工作岗位（2017年12月31日）。